# Mosty (Kunžak)
Mosty (německy Temerschlag) jsou vesnice a část obce Kunžak v okrese Jindřichův Hradec v Jihočeském kraji. Nachází se asi 3,5 kilometru východně od Kunžaku na české straně historické zemské hranice Čech a Moravy. Prochází zde silnice II/151. Mosty jsou také název katastrálního území o rozloze 12,88 km². V katastrálním území Mosty leží i Terezín a Zvůle. 

## Historie
První písemná zmínka o vesnici pochází z roku 1383. Do roku 1964 byly Mosty obcí. Po Mnichovské dohodě byla 8. října 1938 jižní část katastrálního území Mosty začleněna do nacistického Německa, následně byl veden spor o lokalitu čistě českojazyčného Terezína, který byl následně 24. listopadu 1938 s celým okolním výběžkem Čech Československu vrácen. Nicméně se Terezín ocitl územně izolován od zbytku tehdejší obce Mosty a proto byl až do konce druhé světové války přičleněn k moravské obci Valtínovu. Po osvobození Československa byl Terezín opět součástí českých Mostů. Od roku 1964 jsou Mosty součástí Kunžaku.

## Přírodní poměry
Severovýchodně od vesnice se nachází Nový rybník, na jehož břehu leží přírodní památka Rašeliniště Mosty.

## Obyvatelstvo
| Rok            | 1869 | 1880 | 1890 | 1900 | 1910 | 1921 | 1930 | 1950 | 1961 | 1970 | 1980 | 1991 | 2001 | 2011 | 2021 |
| -------------- | ---- | ---- | ---- | ---- | ---- | ---- | ---- | ---- | ---- | ---- | ---- | ---- | ---- | ---- | ---- |
| Počet obyvatel | 421  | 401  | 346  | 364  | 327  | 305  | 285  | 193  | 157  | 118  | 104  | 85   | 86   | 89   | 83   |
| Počet domů     | 57   | 59   | 60   | 59   | 59   | 60   | 62   | 45   | 46   | 37   | 33   | 57   | 60   | 59   | 60   |

## Obecní správa
Při sčítání lidu v letech 1850–1963 Mosty byly samostatnou obcí v okrese Jindřichův Hradec. Od roku 1964 jsou částí obce Kunžak v okrese Jindřichův Hradec. V letech 1850–1963 k obci patřily Terezín a Zvůle.

## Pamětihodnosti
- Boží muka

## Galerie

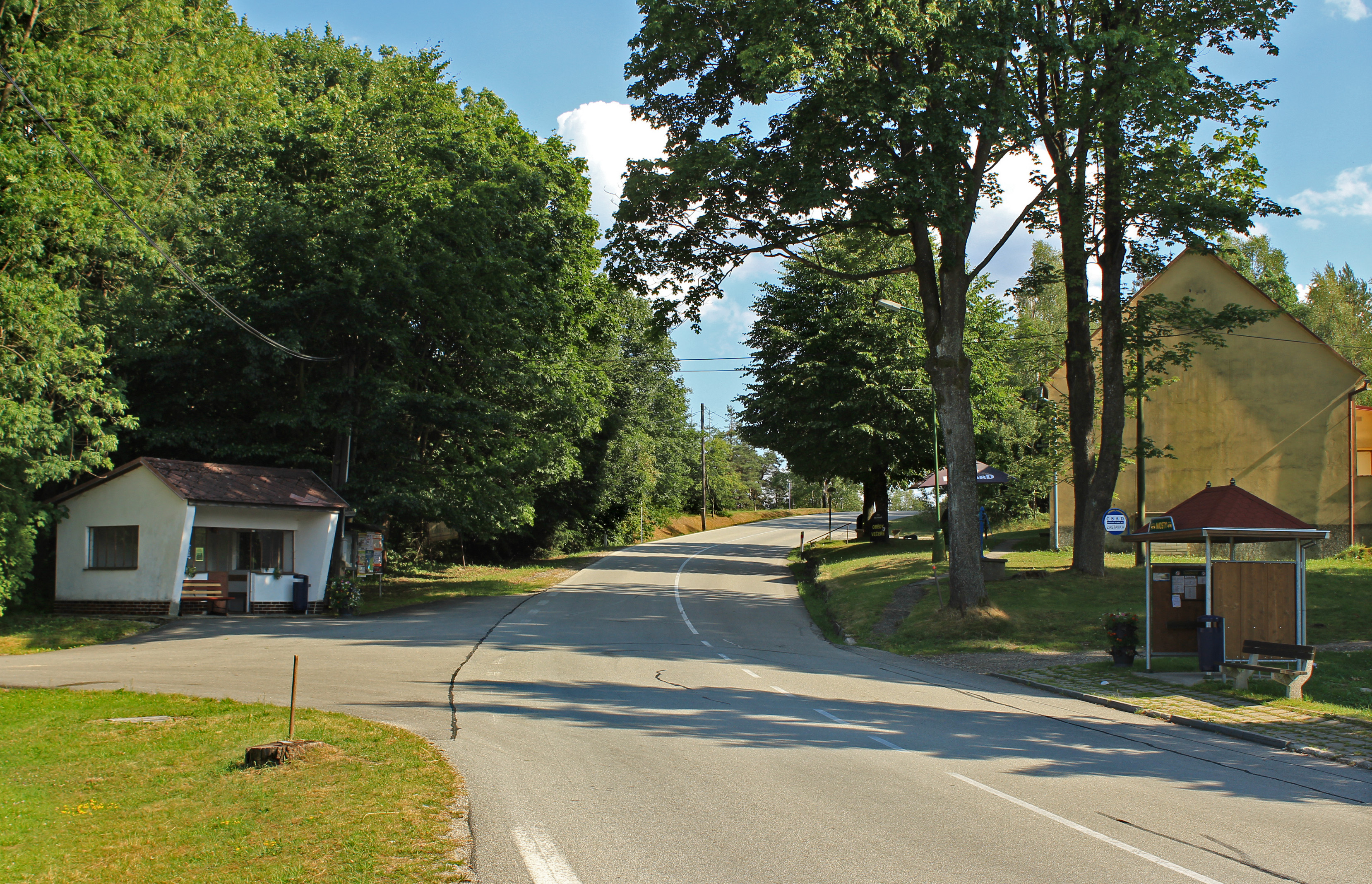
Zastávky u silnice II/151
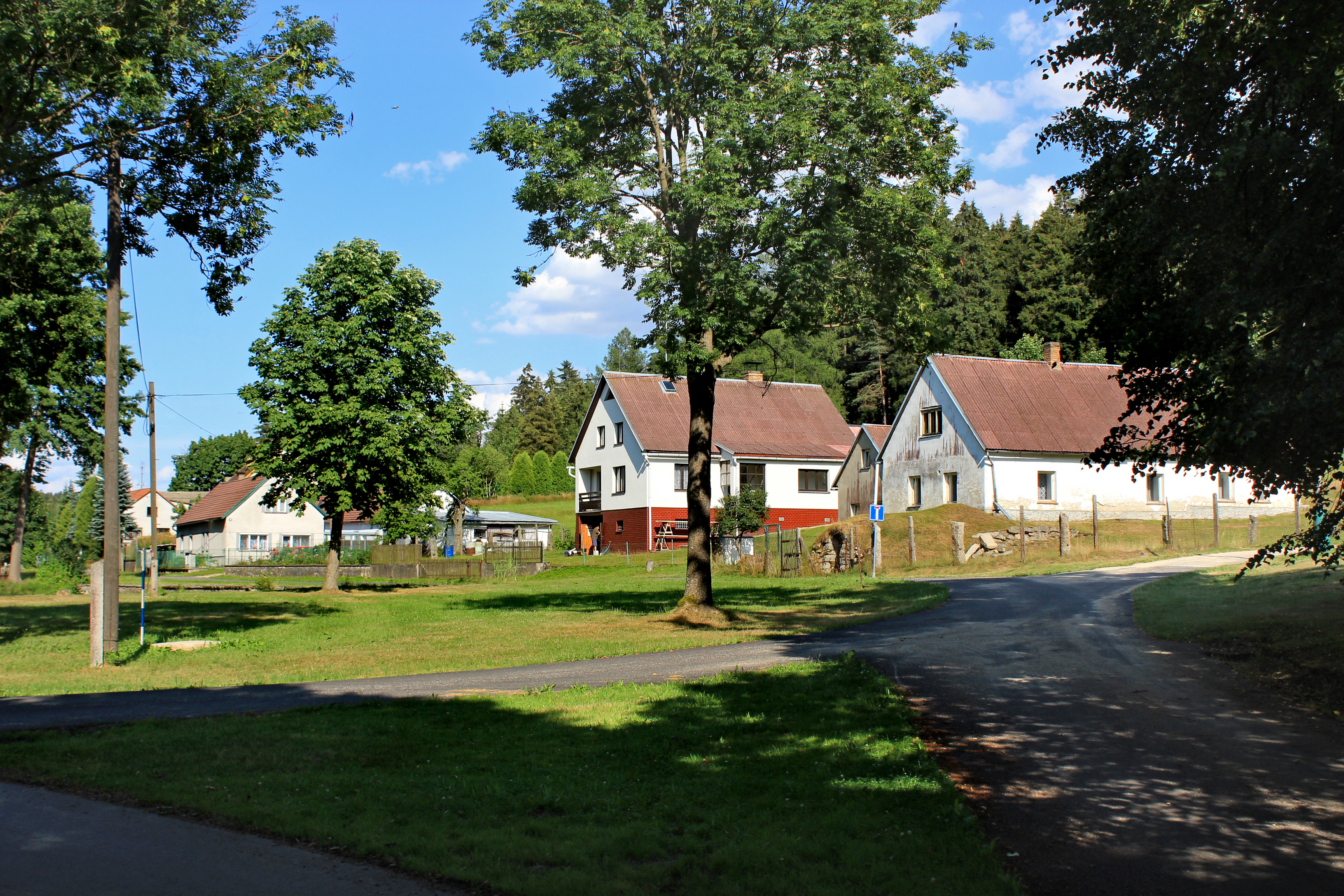
Domky ve východní části vesnice
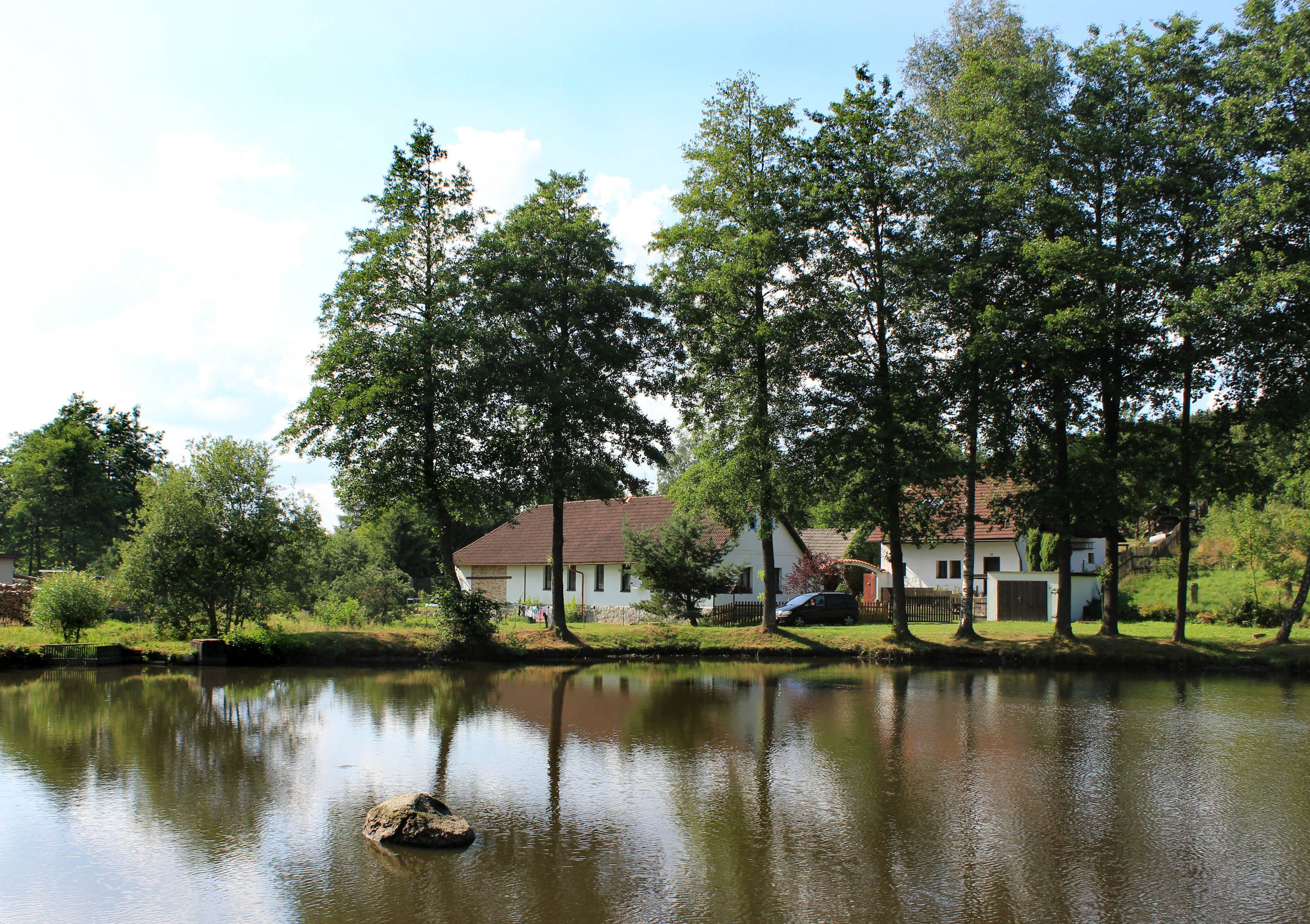
Jeden z mnoha místních rybníků